# Solar Project

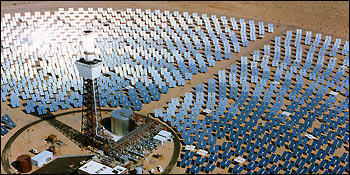
Solar Two Power Tower Project

I Solar Project Solar One, Solar Two e Solar Tres sono delle centrali elettriche basate sul solare termico e situate negli USA e in Spagna.

## Solar One
Il Solar One è stato un progetto sperimentale per lo sfruttamento dell'energia solare termica nei pressi di Barstow nei pressi del Deserto del Mojave in California. Esso fu il primo progetto sul vasta scala per la produzione di energia elettrica tramite l'energia solare termica. Il Solar One venne creato dagli sforzi congiunti del "Dipartimento dell'Energia" (DOE) degli Stati Uniti, la Southern California Edison, il LA Dept of Water and Power e dalla "Commissione per l'energia della California". Fu costruito a Daggett dove si trovano anche i SEGS I e II a circa 16 km a est di Barstow.
Il suo principio di funzionamento prevedeva la concentrazione dell'energia solare in un unico punto focale per ottenere così il calore necessario all'azionamento di una turbina a vapore e la conseguente produzione di elettricità. Per questo motivo la struttura è composta da centinaia di eliostati che, seguendo il percorso del Sole durante l'arco del giorno, riflettono la luce solare verso un ricevitore termoassorbente posto sulla sommità della torre centrale. Il trasferimento del calore verso le turbine a terra viene effettuato attraverso delle condotte riempite di olio sintetico (l'acqua, oltre certe temperature, raggiunge pressioni difficilmente gestibili) che alimentano un boiler dove viene effettivamente generato il vapore per la produzione di energia elettrica.
Alla fine degli anni settanta il Dipartimento per l'Energia degli Stati Uniti lanciò la gara d'appalto per lo sviluppo degli eliostati e vennero formulati numerosi prototipi e proposte. La preferenza venne data alla semplicità e rigidità di costruzione per contenere i costi di una produzione su larga scala e ottenere il massimo rendimento e solidità delle strutture.
La centrale sviluppa una potenza di 10 MW di elettricità, utilizzando 1818 specchi di 40 m² ognuno, disposti su un'area di 51 ettari per una superficie specchiante totale di 72.650 m². Il Solar One fu completato nel 1981 ed è stato operativo dal 1982 al 1986. Venne poi riprogettato e prese il nome di Solar Two.

## Solar Two

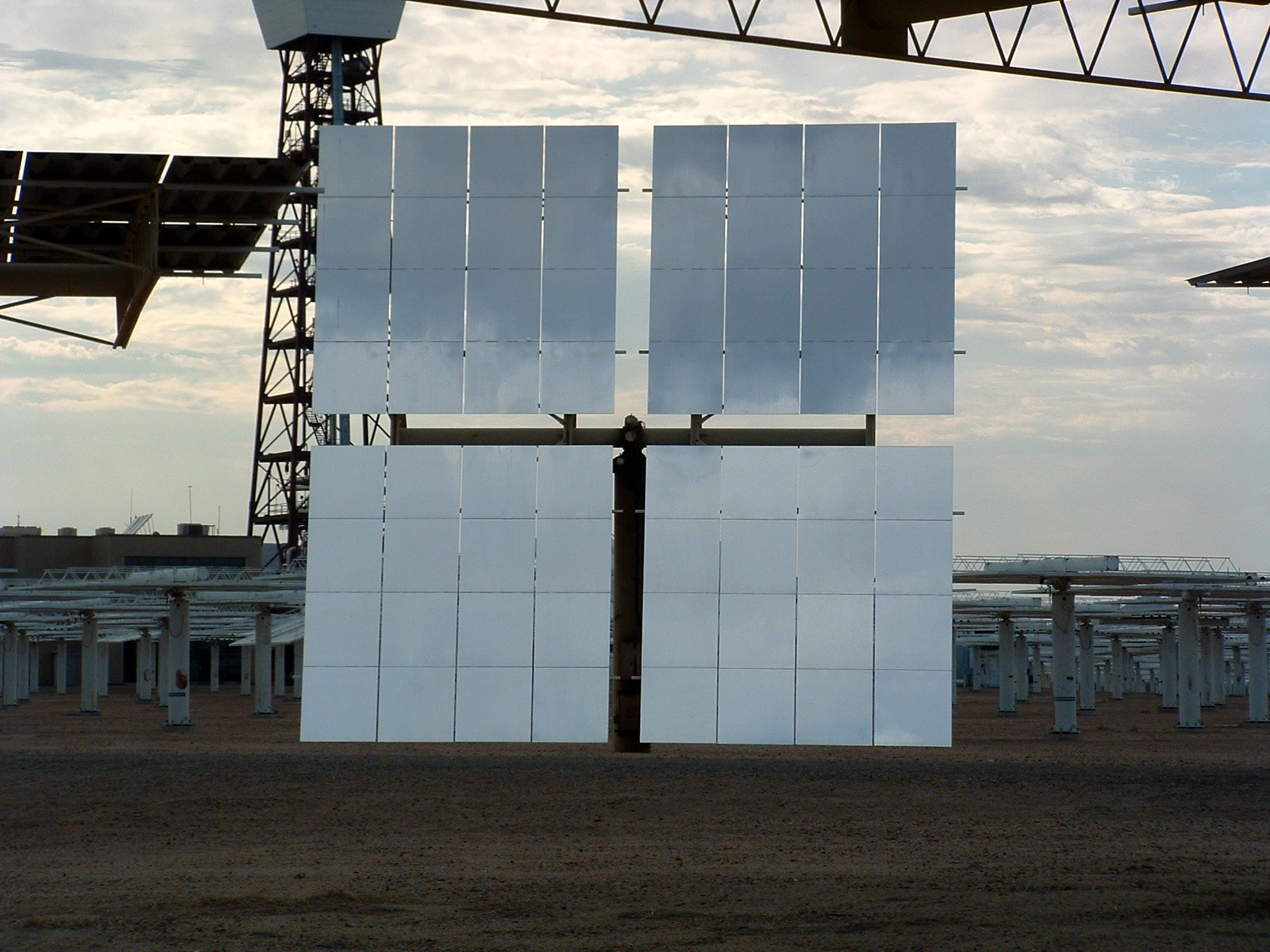
Uno degli eliostati del Solar Two fotografato nel 2003 con la torre centrale visibile sullo sfondo

Nel 1995 il Solar One fu convertito nel  Solar Two con l'aggiunta di 108 eliostati da 95 m² in un secondo anello portando il totale a 1926 specchi e ad una superficie di 82.750 m². Ciò diede al Solar Two la capacità di riflettere l'energia di 600 soli e produrre 10 MW. L'innovazione introdotta da Solar Two era l'utilizzo di una miscela eutettica di sali fusi (una combinazione di nitrato di sodio al 60 % e di nitrato di potassio al 40 %) come mezzo per la conservazione del calore anziché olio sintetico e acqua come il Solar One. L'inerzia termica sali fusi infatti aiutava il mantenimento del calore durante le brevi interruzioni di luce dovute al passaggio di nubi e permetteva uno stoccaggio a basso costo del calore in grandi serbatoi per permettere all'impianto di restare attivo anche dopo il crepuscolo, nelle ore notturne, ma in particolare durante le ore di picco serale della domanda di energia elettrica.
Il Solar Two rimase operativo fino al 1999 e, nel 2001, l'Università della California a Davis convertì la struttura in un telescopio Čerenkov in grado di misurare i raggi gamma che colpiscono la nostra atmosfera. Il suo nome attuale è C.A.C.T. U. S. o "Converted Atmospheric Cherenkov Telescope Using Solar 2".

## Gemasolar
In seguito al successo ottenuto dal Solar Two in questo nuovo metodo di produzione di elettricità, la Torresol Energy ha inaugurato nel maggio 2011 la centrale Gemasolar (precedentemente nota come Solar Tres) a Fuentes de Andalucía, in Spagna.
Questo impianto genera una potenza di 19,9 MW grazie a 2.650 eliostati disposti su una superficie di 185 ettari. Rispetto agli impianti precedenti questo dispone di un serbatoio per lo stoccaggio dei sali fusi (ad una temperatura di circa 500 °C) più grande che permette alla centrale di rimanere operativa fino a 15 ore senza irraggiamento solare.
La centrale fornisce energia a 25000 abitazioni nella regione dell'Andalusia, permettendo un risparmio equivalente a 30.000 tonnellate all'anno sulle emissioni di CO2.

## Questioni sull'occupazione del suolo
Le centrali elettriche solari a torre come quelle del Solar Project sembrano essere enormi e occupare superfici eccessivamente vaste se paragonate al rendimento in termini di energia che esse producono ma in realtà esse rappresentano proprio il risultato opposto. Esse infatti coprono aree inferiori alle centrali idroelettriche (considerando i laghi artificiali che richiedono per il loro funzionamento) e alle centrali a carbone (che necessitano spesso di miniere a cielo aperto per la loro alimentazione). Il sito più adatto per queste centrali elettriche solari, risulta essere, inoltre, una zona che altrimenti non verrebbe sfruttata, come deserti e zone aride in generale.